# Театр Киевского военного округа
Театр Киевского военного округа — бывший киевский Театр Геймана. За время своего существования театр несколько раз менял своё название: Всеукраинский театр Красной Армии (ВТКА), Театр Украинского военного округа (УВО), Театр Киевского Особого военного округа (КОВО). Адрес— г. Киев, ул. Меринговская № 8 (ныне ул. Заньковецкой).

## Предыстория здания театра
Здание было построено в начале XX века и изначально называлось «театр Геймана» (по фамилии предпринимателя). С 1906 по 1915 театр назывался «Медведь» (по фамилии оперного тенора М. Е. Медведева). Зал здания вмещал 600 зрителей. С лета 1918 в нём был организован Государственный драматический театр. С 1919 в здании был основан первый украинский оперный театр под названием «Музыкальная драма». С примерно 1925 г. в здании находился клуб завода «Арсенал».

## История театра
Театр основан в 1931 году как Всеукраинский театр Красной Армии (ВТКА). При переименовании названия округа название театра тоже менялось: Театр Украинского военного округа (УВО), Театр Киевского Особого военного округа (КОВО). Открытие (в данном здании) произошло через два года после своего основания. 29 декабря 1933 г. здание на ул. Заньковецкой № 8 открыло свои двери спектаклем «Межбурье» по пьесе Д. Кудрина. Здание было реконструировано в 1938 г. по проекту архитектора Иосиф Каракиса.
В промежутке 1941—1943 годов здание было разрушено во времена немецкой оккупации города в ходе Великой Отечественной войны.

## Персоналии
В театре работали:
- Б. Норд (художественный руководитель, народный артист УССР)
- Е. Лишанский (заслуженный артист УССР)
- В. Борисовец (художник)
- М. Уманский (художник)
- И. Виленский (композитор, заслуженный деятель искусств УССР)

Состав труппы:
- А. Аркадьев (впоследствии народный артист СССР)
- Д. Голубинский (народный артист УССР)
- Т. Инсарова
- Г. Полежаев (народный артист УССР)
- С. Г. Карпенко (впоследствии народный артист УССР)

## Репертуар театра
- «Интервенция» Л. Славина
- «Восточный батальон» П. и Л. Тур и И. Прута
- «Аристократы» Н. Погодина
- «Далёкое» А. Афиногенова
- «Земля» Н. Вирты
- «Неспокойная старость» Л. Рахманова
- «Сирано де Бержерак» Э. Ростана
- «Гамлет» У. Шекспира.